# 德比 (歐洲)
同城德比，或簡稱為德比，在不少國家的意思，是代表兩隊位於同一城市或鄰近地區的球隊（通常指足球隊）所進行的比賽。

## 阿爾巴利亞
- 阿爾巴利亞打吡（All-time Albanian derby）- KF地拉那 對 維拉斯尼亞
- 一級地拉那市打吡（Tirana Derby I）- KF地拉那 對 地拉那遊擊隊
- 二級地拉那市打吡（Tirana Derby II）- KF地拉那 對 地拉那戴拿模

## 安道爾
- 國家打吡（El Clàssic）- 聖達哥林瑪 對 辛特祖利亞

## 奧地利
- 維也納市打吡（The Viennese City Derby）

- 奧地利維也納 對 維也納迅速
- 格拉茨打吡（The Graz City Derby）

- 格拉茨AK 對 格拉茨風暴
- 小維也納市打吡（The Small Viennese City Derby）

- First Vienna FC 對 Wiener Sportclub

## 比利時
- 布鲁日打吡（Brugge derby）

- 布魯日 對 色格拉布鲁日
- 布魯塞爾打吡（Brussels derby）

- 安德烈治 對 莫倫貝克布魯塞爾斯卓貝克

## 波斯尼亚和黑塞哥维那
- 薩拉熱窩打吡（Sarajevo Derby）

- FK薩拉熱窩 對  萨拉热窝铁路工人
- 莫斯塔爾打吡（Mostar Derby）

- 萨连斯基 對 華拉莫斯塔

## 保加利亞
- 索菲亞打吡（Sofia Derby）

- 索菲亞列夫斯基 對 索菲亞中央陸軍
- 索菲亞斯拉維亞 對 索菲亞火車頭
- 普罗夫迪夫打吡（Plovdiv Derby）

- 普罗夫迪夫博泰夫 對 普羅夫迪夫火車頭
- 普罗夫迪夫博泰夫 對 普羅夫迪夫斯巴達
- 布爾加斯打吡（Bourgas Derby）

- 那夫特克 對 布尔加斯黑海人
- 中北保加利亞打吡（Central North Bulgaria Derby）

- 埃塔尔 對 格納火車頭
- 瓦爾納打吡（Varna Derby）

- 查諾摩利 對 瓦爾納斯巴達
- 西南打吡（South West Derby）

- 比林布拉戈耶夫格勒 對 Makedonska Slava Simitli
- 南保加利亞打吡（"South Bulgaria" Derby）

- 舊扎戈拉貝爾羅 對 普罗夫迪夫博泰夫
- 海岸打吡（The coastal Derby）

- 那夫特克 對 瓦爾納斯巴達

## 丹麥
- 哥本哈根戰役（Battle of Copenhagen）

- 哥本哈根 對 邦比

## 芬蘭
- 圖爾庫打吡（Turku Derby）

- 英特杜古 對 TPS杜古

## 法國
- 法國國家德比

-  對 馬賽
- 科西嘉打吡（Corsica Derby）

-  對 巴斯蒂亞
- 罗纳-阿尔卑斯打吡（Rhône-Alpes Derby）

- 里昂 對 
- 北方打吡（Derby du Nord）

- 朗斯 對 
- 奧林匹克打吡（Choc des Olympiques）

- 里昂 對 馬賽
- 蔚藍海岸德比（Derby de la Côte d'Azur）

- 尼斯 對 摩納哥
- 地中海德比（Derby de la Mediterranée）

- 尼斯 對 巴斯蒂亞
- 加龍德比（Garonne Derby）

- 波爾多 對 

## 德國
- 漢堡打吡（Hamburg Derby）

- 漢堡 對 聖保利
- 慕尼黑打吡（Munich Derby）

- 拜仁慕尼黑 對 1860慕尼黑
- 北部打吡（Nordderby）

-  對 漢堡
- 萊比錫打吡（Leipzig Derby）

- 萊比錫火車頭 對 薩克森萊比錫
- 薩克森-安哈爾特打吡（Saxony-Anhalt Derby）

- 馬迪堡 對 哈勒斯切
- 普鲁士打吡（Borussia Derby）

-  對 
- 柏林-勃兰登堡德比

 對 科特布斯
- 巴登打吡（Badener Derby）

-  對 
- 巴伐利亚打吡（Bayernderby）

- 紐倫堡 對 拜仁慕尼黑
- 柏林打吡（Berlinderby）

- 柏林戴拿模 對 柏林聯盟
- 弗兰肯打吡（Frankenderby）

- 紐倫堡 對 
- 美因河打吡（Main Derby）

- 法蘭克福 對 
- 鲁尔区打吡（Revierderby）

-  對 
- 莱茵河打吡（Rheinderby）

- 科隆 對 
- 莱茵河 II 打吡（Rheinderby II）

- 科隆 對 
- 南部打吡（Südderby）

-  對 拜仁慕尼黑
- 德國國家打吡（Der Klassiker）

- 拜仁慕尼黑 對 

## 希臘
- 雅典打吡（Athens Derby）

- 奧林比亞高斯 對 彭拿典奈高斯
- 奧林比亞高斯 對 AEK雅典
- 彭拿典奈高斯 對 AEK雅典
- 伊安尼高斯 對 普地迪基
- 塞薩洛尼基打吡（Thessaloniki Derby）

- 帕奥克 對 
- 帕奥克 對 伊安尼高斯
- 伊拿克里斯 對 
- 君士坦丁堡難民打吡（Konstantinople Refugee Derby）

- 帕奥克 對  AEK雅典
- 希臘終極打吡（Greece Ultras Derby）

- 帕奥克 對 奧林比亞高斯

## 匈牙利
- 布達佩斯打吡（Budapest Derby）

- 費倫斯華路士 v 匈格利亞（"örökrangadó"）
- 費倫斯華路士 v 烏比斯迪

## 愛爾蘭
- 都柏林打吡（Dublin Derby）

- 布咸美恩斯 對 沙洛克流浪
- 聖巴特里克 對 舒爾本

## 意大利
- 意大利德比（Derby d'Italia）

- 國際米蘭 對 
- 米蘭德比（Derby della Madonnina）

- AC米蘭 對 國際米蘭
- 都靈德比（Derby della Mole）

-  對 
- 熱那亞打吡（Derby della Lanterna）

- 熱拿亞 對 
- 羅馬德比（Derby della Capitale）

- 羅馬 對 
- 維羅納打吡（Derby della Scala）

-  對 維羅納
- 托斯卡纳打吡（Tuscany Derby）

- 、錫耶納、之間的對賽
- 海峡打吡（Derby dello Stretto）

-  對 
- 西西里打吡（Sicilian derby）

-  對 
- 北部打吡（North Derby）

-  對 
- 貝加莫打吡（Bergamo Derby）

-  對 阿爾比諾萊費
- 普利亚打吡（Derby of Apulia）

- 巴里 對 萊切
- 亞平寧打吡（Derby of Apennines）

-  對 博洛尼亞
- 南部打吡（South Derby）

-  對 羅馬
- 海島打吡（Derby of Islands）

- 卡利亞里 對 
- 第勒尼安海打吡（Derby of Tyrrhenian Sea）

- 比薩 對 
- 波河打吡（Derby of Po River）

- 皮亞琴察 對 克雷莫納
- 加尔达湖打吡（Derby of Lake Garda）

-  對 維羅納
- 艾米利亚大道打吡（Derby of Via Aemilia）

- 博洛尼亞 對 帕爾馬

## 荷蘭
- 鹿特丹打吡（Rotterdam Derby's）

- 鹿特丹斯巴達、飛燕諾及精英隊之間的對陣。
- 北方打吡（Derby Of The North）

- 格羅寧根 對 海倫芬（兩間球會位於荷蘭最北面的兩個省份因而得名）
- 布拉班特打吡（derby of Brabant）

- NAC比達 對 威廉二世
- 國家打吡（De Klassieker）

- 阿積士 對 飛燕諾
- 海爾德蘭打吡（De Gelderse Derby）

- 奈梅亨 對 維迪斯

## 挪威
- 西部打吡

- 莫迪 對 洛辛堡
- 維京 對 拜尼
- 鄰城打吡

- 莫迪 對 阿里辛特
- 同城打吡（東西對決）

- 利恩 對 華拉倫加
- 東部打吡

- 華拉倫加 對 利尼史特朗
- 國家打吡（東西對決）

- 華拉倫加 對 白蘭恩

## 波蘭
- 聖戰（"The Holy War"）

- 克拉科夫 對 克拉科維亞
- 登比察打吡（Dębica Derby）

- 登比察维斯洛卡 對 Igloopol Dębica
- 罗兹打吡（Łódź Derby）

- 維德祖羅茲 對 LKS罗兹
- 塔爾努夫打吡（Tarnów Derby）

- Unia Tarnów 對 Tarnovia Tarnów
- 三聯市打吡（Tricity Derby）

- 阿卡 對 列治亞
- 上西里西亞打吡（Upper Silesia Derby）

- 幹力薩比利斯 對 魯治卓索
- 幹力薩比利斯 對 卡杜華斯
- 魯治卓索 對 卡杜華斯
- 華沙打吡（Warsaw Derby）

- 歷基亞 對 華沙普隆尼亞

## 葡萄牙
- 國家打吡（O Clássico)

-  對 
- 里斯本打吡（Lisbon Derby）

-  對 
- 波圖打吡（Porto Derby）

-  對 
- 馬德拉打吡（Madeira Derby）

-  對 

## 羅馬尼亞
- 布加勒斯特打吡（Bucharest Derby）

- 布加勒斯特星隊 對 布加勒斯特戴拿模

## 俄羅斯
- 莫斯科打吡（Moscow Derby）

- 莫斯科中央陆军 對 莫斯科斯巴達
- 莫斯科斯巴達 對 莫斯科迪那摩
- 莫斯科火車頭 對 莫斯科魚雷
- 兩都打吡（Derby of two capitals）

- 圣彼得堡的圣彼得堡泽尼特 對 莫斯科的莫斯科迪那摩 或 莫斯科火車頭 或 莫斯科斯巴達 或 莫斯科中央陆军
- 南部打吡（South derby）

- 羅斯托夫 對 FC Rotor Volgograd
- 羅斯托夫打呲（Rostov-on-Don derby）

- 羅斯托夫 對 FC SKA Rostov

## 塞爾維亞
- 貝爾格萊德永恆打吡（Belgrade Eternal Derby）

-  對 貝爾格萊德紅星

## 西班牙
- 西班牙打吡（Superclasico）

- 皇家馬德里 對 
- 馬德里打吡（Madrid Derby）

- 皇家馬德里 對 ，亦可用於皇家馬德里、馬德里競技、及中任何組合的對壘。
- 巴斯克打比（El Derby Vasco）

-  對 
- 打吡（Barcelona Derby）

-  對 
- 打吡（Sevilla Derby）

-  對 
- 華倫西亞打吡（Valencia Derby）

-  對 

## 瑞典
- 哥德堡打吡

- 加爾斯 對 哥登堡
- 哥登堡 對 奧基迪
- 斯德哥爾摩打吡

- AIK蘇納 對 佐加頓斯
- 佐加頓斯 對 哈馬比
- 哈馬比 對 AIK蘇納

## 瑞士
- 蘇黎世打吡（Zurich Derby）

- 草蜢 對 蘇黎世

## 土耳其
- 伊斯坦堡打吡（Istanbul Derby）

- 、加拉塔沙雷及比錫達斯之間的對陣。
- 安卡拉打吡（Ankara Derby）

- 安卡拉高古 對 真格拿拜列治
- 伊茲米爾打吡（Izmir Derby）

- 哥茲塔比、卡斯亞卡及阿勒泰之間的對陣。
- 阿達納打吡（Adana Derby）

- 艾丹亞斯普 對 Adana Demirspor

## 外部連結
- FootballDerbies.com - a list of football derbies, as well as non-derby rivalries